# Station Faubourg-de-Rouvroy
Station Faubourg-de-Rouvroy, ook wel bekend als station Rouvroy, is een voormalig spoorwegstation in het Noord-Franse departement Somme. Het is niet bekend wanneer het geopend is, maar het werd in mei 1930 door de Compagnie des chemins de fer du Nord genoemd bij wijzigingen in de dienstregeling voor reizigerstreinen. Het werd in 1993 gesloten door de SNCF. Sindsdien was het volledig buiten gebruik en het leegstaande gebouw is in december 2015 afgebroken.
De locatie was in de wijk Quartier de la Gare - Rouvroy - La Portelette van de gemeente Abbeville aan de Spoorlijn Abbeville - Eu, die sinds 2018 niet meer in gebruik is.  Anno 2022 zijn er gevorderde plannen om de lijn in 2028 te heropenen, maar heropening van het station is niet voorzien.